# Anagelasta rondoni
Anagelasta rondoni är en skalbaggsart som beskrevs av Stefan von Breuning 1965. Anagelasta rondoni ingår i släktet Anagelasta och familjen långhorningar.
Artens utbredningsområde är Laos. Inga underarter finns listade i Catalogue of Life.